# Woehleria
Woehleria es un género monotípico de plantas fanerógamas perteneciente a la familia Amaranthaceae. Su única especie: Woehleria serpyllifolia, es originaria de Cuba.

## Taxonomía
Woehleria serpyllifolia fue descrita por  August Heinrich Rudolf Grisebach y publicado en Abhandlungen der Königlichen Gesellschaft der Wissenschaften zu Göttingen 9: 11. 1861.